# Apalachicola River
Der Apalachicola River [æpəlætʃɪˈkoʊlə] ist ein 180 km langer Fluss im Nordwesten des US-Bundesstaates Florida. Das ausgedehnte Einzugsgebiet des Flusses umfasst eine Fläche von 50.505 km² und umfasst den äußersten Osten von Alabama sowie den Westen von Georgia. Der Name des Flusses ist vom Volk der Apalachicola abgeleitet, die einst am Fluss lebten. Die Distanz zwischen der Mündung und der am weitesten von der Mündung entfernte Quelle des Einzugsgebietes beträgt rund 800 km.
Er entsteht bei der Stadt Chattahoochee in der Nähe der Staatsgrenze zu Georgia, wo sich Chattahoochee River und Flint River vereinigen, etwa 95 km nordöstlich von Panama City. Der tatsächliche Punkt seiner Entstehung ist durch den Lake Seminole überflutet, der durch den Jim Woodruff Dam aufgestaut wird. Der Fluss folgt einer generell südlichen Richtung in den Golf von Mexiko. Er passiert Bristol und empfängt im Norden des Gulf Countys von Westen her den Chipola River. Das U.S. Army Corps of Engineers baggert den Unterlauf des Flusses regelmäßig aus, um die Schifffahrt zu ermöglichen.
Er strömt durch das Zentrum des Florida Panhandle. Er passiert dabei den westlichen Teil des Apalachicola National Forest und auf den letzten 50 km überwiegend Feucht- und Sumpfgebiete, in denen er sich mit dem Chipola River vereinigt und sich schließlich bei der gleichnamigen Stadt in die Apalachicola Bay ergießt.
Während der britischen Kolonialzeit bildete der Fluss die Grenze zwischen East Florida und West Florida, weswegen er auch heute noch als natürliche Grenze zwischen den westlichen und östlichen Verwaltungsbezirken dient. Zudem ist er – mit Ausnahme des Gebietes an seiner Mündung – Grenzfluss der beiden in Florida geltenden Zeitzonen. Im Staatsgebiet östlich seines Ufers gilt die Eastern Standard Time (EST), während die Zeitmessung des westlichen Landesteils nach Central Standard Time (CST) erfolgt.
Es wird vermutet, dass der frühe spanische Entdecker Cabeza de Vaca in der Nähe der Flussmündung ein indianisches Dorf, das er „Apachalen“ nannte, gefunden hatte.

## Querungen
Der Fluss wird von den folgenden Bauwerken gequert:
| Übergang                    | Überführt                     | Lage            | Koordinaten                      |
| --------------------------- | ----------------------------- | --------------- | -------------------------------- |
| Jim Woodruff Dam            |                               | Chattahoochee   | 30° 42′ 30,7″ N, 84° 51′ 50,7″ W |
| Victory Bridge              | US 90                         | Chattahoochee   | 30° 42′ 4,8″ N, 84° 51′ 32,7″ W  |
| Rail Bridge                 | CSX                           | Chattahoochee   | 30° 41′ 22″ N, 84° 51′ 48,4″ W   |
|                             | Interstate 10                 | Marianna–Quincy | 30° 38′ 0,5″ N, 84° 54′ 15,5″ W  |
| Trammell Bridge             | FL 20                         | Bristol         | 30° 26′ 14″ N, 85° 0′ 4″ W       |
| Rail Bridge                 | Apalachicola Northern Railway | Apalachicola    | 29° 45′ 54,4″ N, 85° 1′ 58,6″ W  |
| John Gorrie Memorial Bridge | US 98                         | Apalachicola    | 29° 43′ 26,1″ N, 84° 58′ 44,5″ W |

## Namensvarianten
Der Fluss besitzt mehrere Bezeichnungsvarianten:
- Apalachocoli River[3]
- Appalachicola River[4]
- Río de Apalachicola[5]
- Río de Santa Cruz[6]